# بيان بغداد
بيان بغداد هو بيان صدر عام 1011 باسم الخليفة العباسي أحمد القادر بالله ضد الدولة الإسماعيلية الفاطمية.

## خلفية
جاء البيان نتيجة للتوسع المطرد للدولة الفاطمية منذ تأسيسها في أوائل القرن العاشر، واستمرار نشاط الحركة التبشيرية للمذهب الإسماعيلي في الأقطار السنية، وفي 1010-1011 استطاع الشيعة الوصول للحكم في الموصل والمدائن والكوفة وغيرها من المدن القريبة من العاصمة العباسية بغداد، وبايعوا الخليفة الفاطمي الحاكم بأمر الله، وقرأوا خطبة الجمعة باسمه. وسرعان ما تبعتهم قبيلة بني أسد، المقيمة أيضًا في العراق.
هذا التوسع في النفوذ الفاطمي إلى عتبة بغداد أثار قلق الخليفة العباسي القادر، الذي أطلق سلسلة من التحركات المضادة. وفي العام نفسه نجح في جعل حاكم العقيل قرواش على العودة إلى الاعتراف بالخلافة العباسية.

## البيان
دعا الخليفة القادر إلى اجتماع كبار علماء السنة والشيعة الاثني عشرية، وأصدر الاجتماع بيانا يدحض ادعاءات الفاطميين بالانحدار من نسب علي بن أبي طالب وأهل البيت.
واستندوا إلى كتابات وأبحاث المؤرخين والنسابة المناهضين للفاطميين أمثال ابن رزام وأخو محسن. وقُرأت الوثيقة في المساجد في جميع أنحاء الأراضي العباسية، وكلف القادر عددًا من العلماء بتأليف الكتب التي تفند دعوة الفاطميين. تم استخدام البيان كمصدر من المصادر الرئيسية على أصول الفاطميين وتاريخهم المبكر.